# Ball Club
Ball Club – jednostka osadnicza w Stanach Zjednoczonych, w stanie Minnesota, w hrabstwie Itasca.